# 大诺登德
大诺登德是德国石勒苏益格－荷尔斯泰因州的一个市镇。总面积5.64平方公里，总人口725人，其中男性350人，女性375人（2011年12月31日），人口密度129人/平方公里。